# لیندورا
لیندورا (به آلمانی: Lindewerra) یک شهر در آلمان است که در آیشسفلد واقع شده‌است. لیندورا ۲۵۹ نفر جمعیت دارد.